# Фонд «BrainBasket»
Фонд BrainBasket — некомерційна, неурядова організація, яка займається розвитком освіти у сфері ІТ в Україні.

## Мета Фонду
Фонд прагне зробити IT-галузь рушійною силою економічного зростання України за допомогою розвитку освітньої інфраструктури. Глобальною метою Фонду є сприяння у підготовці 100 000 нових IT-фахівців до 2020 року.

## Бачення Фонду
Україна завжди асоціювалась в іноземців зі світовою житницею (breadbasket), але зараз, окрім потужного агросектору, в України з'явився унікальний шанс стати ще й глобальним «інтелектуальним кошиком» (brainbasket), що експортує результати інтелектуальної діяльності наших ІТ-спеціалістів.
Тому у квітні 2014 року ініціативною групою провідних українських ІТ-компаній за участі представників Міністерства економіки України та КМДА було прийнято рішення про створення Фонду BrainBasket, який буде займатись розвитком освітнього ринку в ІТ-галузі та зможе дати поштовх освітній екосистемі.

## Проєкти
Діяльність BrainBasket передбачає розвиток освіти українців у сфері IT за допомогою низки безплатних проєктів:
WOW Teachers – це всеукраїнський соціально-освітній проєкт з безплатного навчання вчителів інформатики та старшокласників основам web-розробки. Стратегічна мета проєкту – підвищити рівень викладання інформатики у школах, допомогти вчителям та школярам подолати так званий “страх перед технологіями” і тим самим стимулювати дітей обирати ІТ в якості майбутньої професії.
Technology Nation — безплатний курс з основ програмування, який дозволяє всім охочим отримати ІТ-освіту світового рівня та вивчити основи найбільш популярних мов програмування.
IT Moms — проєкт з безплатного навчання мам в декреті основам вебдизайну та веброзробки.
Technology Nation Kids — проєкт з безплатного навчання дітей основам програмування в ігровій формі. Курс побудований на використанні візуальної мови програмування Scratch (розроблена Массачусетським технологічним університетом).
IT-освіта в селах — це соціально-освітній проєкт, який дозволяє мешканцям сіл опанувати базові IT-навички.
School Boost – всеукраїнський безплатний проєкт з підвищення комп’ютерної й технологічної грамотності вчителів опорних шкіл. Реалізація проєкту запланована на 2019 рік.
Coding for Future — соціальний освітній проєкт, який покликаний допомогти людям, постраждалим від військових дій на Сході України, адаптуватися до нових життєвих умов та швидше соціалізуватись.

## Підтримка
Фонд має значну підтримку від українських та світових компаній та особистостей. BrainBasket підтримали Адміністрація Президента України, місцеві органи влади, а також компанії Ciklum, SAP, Miratech, Epam, Astarta, Microsoft Україна, Навігатор, MacPaw, Київстар та інші.
У травні 2014 року Фонд підтримав відомий американський підприємець та голова компанії Virgin Сер Річард Бренсон, закликавши, що «Україні потрібно більше практичних кроків у розвитку, як BrainBasket».
У квітні 2016 року з ініціативи американського підприємця та філантропа Джорджа Сороса Міжнародний фонд «Відродження» підтримав BrainBasket шляхом допомоги для повномасштабного функціонування 25 навчальних хабів проєкту Technology Nation у найбільших містах країни. У 2018 році “Відродження” виділили ще 150 000 доларів на розширення проєктів IT Moms та Technology Nation, а також запуск проєкту WOW Teachers.